# Cenometra bella
Cenometra bella is een haarster uit de familie Colobometridae.
De wetenschappelijke naam van de soort werd in 1890 gepubliceerd door Clemens Hartlaub.